# Gayathri Govindaraj
Gayathri Govindaraj (* 27. April 1991) ist eine ehemalige indische Hürdenläuferin, die sich auf die 100-Meter-Distanz spezialisiert hat und auch im Dreisprung an den Start ging.

## Sportliche Laufbahn
Erste internationale Erfahrungen sammelte Gayathri Govindaraj im Jahr 2008, als sie bei den Commonwealth Youth Games in Pune in 14,00 s die Silbermedaille im 100-Meter-Hürdenlauf gewann und sich auch im Dreisprung mit 12,89 m Silber sicherte. Zudem gewann sie mit der indischen 4-mal-100-Meter-Staffel in 46,27 s die Goldmedaille. Im Jahr darauf nahm sie an den Hallenasienspielen in Hanoi teil und belegte dort in 8,47 s den fünften Platz im 60-Meter-Hürdenlauf. 2010 siegte sie bei den Südasienspielen in Dhaka in 13,98 s und gewann anschließend bei den Juniorenasienmeisterschaften in Hanoi mit 13,58 m die Silbermedaille im Dreisprung und wurde im Hürdensprint im Finale disqualifiziert, während sie mit der Staffel in 45,82 s die Goldmedaille gewann. In beiden Einzelbewerben qualifizierte sie sich aber für die Juniorenweltmeisterschaften im kanadischen Moncton, bei denen sie mit in 13,72 s Rang acht im Hürdenlauf belegte und im Dreisprung mit 13,29 m Rang sechs belegte. Anfang Oktober wurde sie bei den Commonwealth Games in Neu-Delhi in 13,95 s Siebte über die Hürden und klassierte sich im Dreisprung mit 12,96 m auf dem elften Platz.
2013 belegte sie bei den Asienmeisterschaften in Pune in 14,07 s den vierten Platz im Hürdenlauf und erreichte 2015 bei den Asienmeisterschaften in Wuhan mit 13,69 s Rang sieben. 2016 nahm sie erneut an den Südasienspielen in Guwahati teil und verteidigte dort mit 13,83 s ihren Titel und anschließend gewann sie bei den Hallenasienmeisterschaften in Doha mit neuem Hallenrekord von 8,34 s die Bronzemedaille hinter der Kasachin Anastassija Pilipenko und Valentina Kibalnikova aus Usbekistan. Sie erhielt ihre Medaille aber erst im Nachhinein, da sie von der Disqualifikation der ursprünglichen Siegerin wegen eines Dopingverstoßes profitierte. Anschließend beendete sie im Alter von 25 Jahren ihre Karriere als Leichtathletin.
In den Jahren 2009 und 2010 sowie 2013 und 2015 wurde Govindaraj indische Meisterin im 100-Meter-Hürdenlauf sowie 2010 auch im Dreisprung.

## Persönliche Bestleistungen
- 100 m Hürden: 13,59 s (+1,3 m/s), 20. Juli 2010 in Moncton
  - 60 m Hürden: 8,34 s, 21. Februar 2016 in Doha (indischer Rekord)
- Dreisprung: 13,58 m, 3. Juli 2010 in Hanoi